# Óscar Figueroa
Albeyro Oscar Figueroa Mosquera est un haltérophile colombien né le 27 avril 1983 à Zaragoza (Antioquia).
Il a gagné la médaille d'or aux Jeux olympiques d'été de 2016 dans la catégorie des moins de 62 kg.

## Son parcours
Aux Jeux olympiques d'été de 2004 à Athènes, il se classe 5e dans la catégorie des moins de 56 kg, en soulevant un total de 280 kg
Figueroa participe aux Championnats du Monde d'haltérophilie de 2006 dans la catégorie des moins de 62 kg et remporte la médaille d'argent, terminant derrière Le Qiu en soulevant un total de 297 kg (137 kg à l'arraché et 160 kg à l'épaulé-jeté).
Il se classe 4e dans la catégorie des moins de 62 kg lors des Championnats du Monde d'haltérophilie de 2007.
Il remporte la médaille d'or aux Championnats panaméricains d'haltérophilie de 2008 dans la catégorie des moins de 62 kg en soulevant 304 kg au total.
Lors des Jeux olympiques d'été de 2008, Figueroa ne réussit pas à soulever la barre du sol dans la catégorie de l'arraché lors de ses trois tentatives. Après la compétition, il est découvert qu'il souffre d'une hernie discale qui affaiblissait sa main droite. Il quitte Pékin sans valider un seul résultat et se fait opérer de son hernie. 
Pour son retour lors des Jeux olympiques d'été de 2012 à Londres, il se place troisième après l'épreuve de l'arraché avec un poids de 140 kg. Après deux échecs lors de ses deux premiers essais dans l'épreuve de l'épaulé-jeté, il réussit son record olympique avec un poids de 177 kg. Avec un poids total de 317 kg, il se retrouve à égalité avec l'indonésien Eko Yuli Irawan. Figueroa étant plus léger (61,76 kg contre 61,98 kg), il décroche la médaille d'argent.
Au début de l'année 2016, il se fait opérer pour soigner ses douleurs chroniques au dos causées par une hernie lombaire, et se présente aux Jeux olympiques d'été de 2016 dans l'espoir d'obtenir la médaille d'or. 
Le 8 août 2016 à Rio de Janeiro, il remporte la médaille d'or dans la catégorie des moins de 62 kg avec un poids total de 318 kg (142 kg à l'arraché et 176 kg à l'épaulé-jeté). Après sa dernière tentative échouée de record olympique à 179 kg, Figueroa enlève ses chaussures et les place sur la plateforme, signifiant sa retraite sportive immédiate.
Il sort de sa retraite pour les Championnats du Monde d'haltérophilie 2018 où il ne gagnera pas de médaille.
Le 12 avril 2019, la Fédération internationale d'haltérophilie signale que Figueroa n'est pas autorisé à participer à plusieurs épreuves d'haltérophilie dû à l'absence de déclaration de ses allées et venues afin de procéder à des contrôles antidopage surprises comme exigé par le règlement antidopage international. Il a a été noté que ce défaut de déclaration ne signifiait pas que Figueroa était impliqué dans un quelconque cas de dopage.
Le 26 novembre 2019, Oscar Figueroa annonce officiellement sa retraite sportive lors d'une conférence de presse.